# Кроатоан
Кроато́ан (англ. Сroatoan, совр. Сroaton, также иногда Кроата́н, Кроато́н) — индейское племя, жившее во времена европейской колонизации Северной Америки на одноимённом острове, соседствующем с островом Роанок в нынешнем штате Северная Каролина.
С названием «Кроатоан» связана популяризованная Стивеном Кингом история о «потерянной колонии» сэра Уолтера Рэли. Британские колонисты, которые должны были находиться на острове Роанок, исчезли между 1587 и 1590 годами. Следов борьбы обнаружено не было, только на одном из стволов дерева, росшего в центре поселения, было вырезано слово «Cro», которое принято считать начальными буквами слова «Кроатон». Проверить нахождение их на острове Кроатоан, с жителями которого колонисты находились в дружбе, не удалось. Ни тел, ни каких-либо следов так и не нашли.
Таинственные события в фильме «Исчезновение на 7-й улице»  сюжетно связываются с историей колонистов на острове Роанок и словом CROATON.